# 11896 Camelbeeck
11896 Camelbeeck eller 1991 GP6 är en asteroid i huvudbältet som upptäcktes den 8 april 1991 av den belgiske astronomen Eric W. Elst vid La Silla-observatoriet. Den är uppkallad efter Thierry Camelbeeck.
Den tillhör asteroidgruppen Nysa.